# 拉馬爾 (內布拉斯加州)
拉馬爾（英語：Lamar）是位於美國內布拉斯加州蔡斯縣的村。

## 人口
根據2020年美國人口普查的數據，拉馬爾的面積為0.20平方千米，皆為陸地。當地共有人口28人，而人口密度為每平方千米140人。